# Gonzalo Endara
Gonzalo Endara Crow (Bucay, 17 de mayo de 1936 - Quito, 14 de abril de 1996) fue un destacado pintor y escultor ecuatoriano que desarrolló su carrera a lo largo de la segunda mitad del siglo XX.

## Biografía
Desde una temprana edad se mostró muy interesado en la pintura, de joven estudió pintura en la Universidad Central del Ecuador, en Quito. Adoptó un estilo diferente al principio de su carrera que le acompañó durante toda su vida. La geografía ecuatoriana y los brillantes colores utilizados por los artesanos andinos en su labor fueron sus dos influencias principales que penetraron en su trabajo durante toda su carrera. Endara Crow es considerado uno de los pintores latinoamericanos más importantes de la segunda mitad del siglo XX. Su obra es universal, y ofrece una perspectiva estética de la cultura shuar y su gente. Sus pinturas fueron inspiradas en las montañas que rodean el cantón 

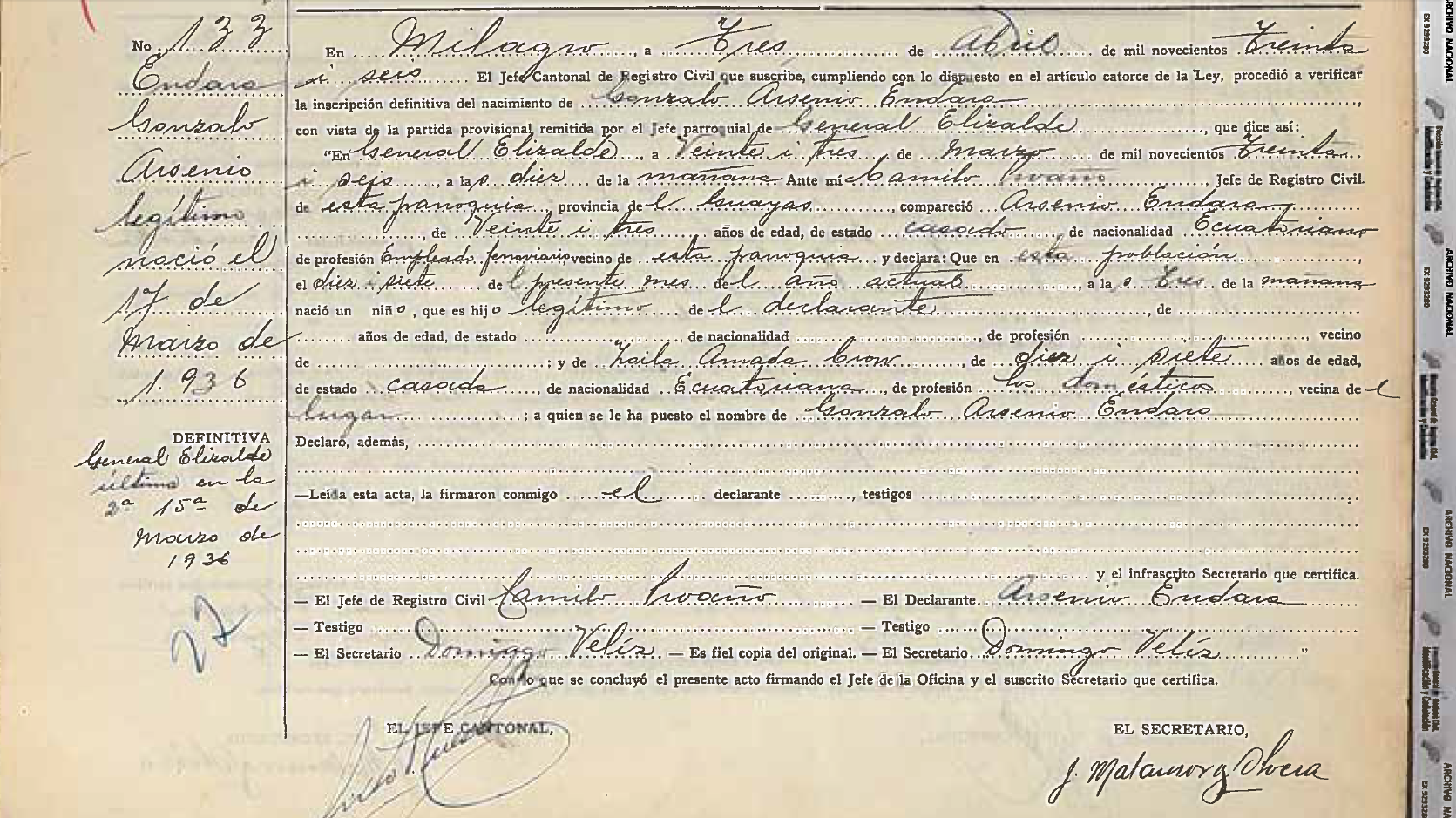
Inscripción de nacimiento de Gonzalo Endara.

Su obra más reconocida es "El Tren Volador”. De niño, Endara Crow quedó asombrado por los trenes desde que su padre trabajó en el ferrocarril, esto se convirtió en una inspiración para su obra maestra, en la que muestra a un tren en vuelo, de ahí el título, que combina con un paisaje montañoso de colores. Otros motivos surrealistas comunes en sus pinturas son la lluvia, las campanas o las esferas como en su obra Sin título de fecha 29 de julio de 1988.
Endara fue también escultor, con dos monumentos importantes esculpidos en Sangolquí. Estos dos monumentos son "El Choclo" y "El Colibrí", ambos representan la belleza natural, así como la importancia de la agricultura de la Sierra ecuatoriana.
La novela "Crow" (2015) del escritor ecuatoriano Luis Alberto Bravo, aborda varios aspectos de la vida y obra del pintor nacido el 17 de mayo de 1936 en Bucay, provincia del Guayas. Gonzalo  Endara Crow es considerado uno de los pintores latinoamericanos más importantes de mediados del siglo XX y uno de los pioneros de la escultura monumental en el Ecuador

## Estilo
Varios historiadores del arte y los críticos se han referido a su trabajo como realismo mágico, un término que se utiliza a menudo cuando se habla de la literatura latinoamericana del siglo XIX. Al igual que en los textos del realismo mágico, los cuadros de Endara Crow tratan de ampliar las categorías de lo real a fin de abarcar el mito. La magia y otros fenómenos extraordinarios de la naturaleza, todos excluidos por la cultura europea, encuentran su lugar en la pintura de Endara Crow.
El realismo mágico en la pintura se puede distinguir por la forma en que se mezclan la realidad y la fantasía. Cualquier distinción entre los dos se borra mediante la combinación de elementos de fantasía y mitología con una ficción que de otro modo sería irreal. Como en los textos del realista mágico de Gabriel García Márquez,  las pinturas de Gonzalo Endara Crow se entretejen en elementos fantásticos con una presentación inexpresiva que transforma lo improbable en una realidad cierta con un mecanismo sutil: el tratamiento de la luz.

## Lista de obras y fecha

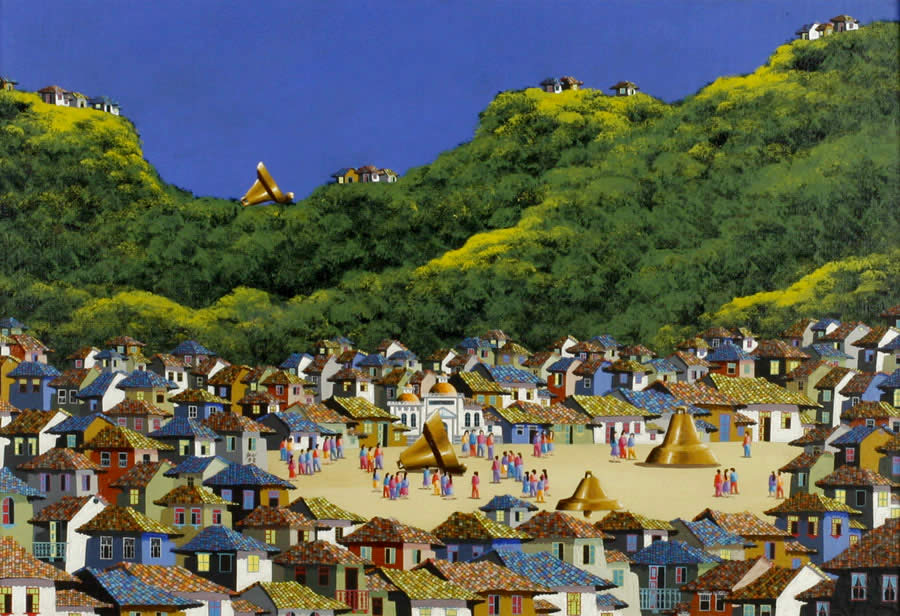
Pintura sin título Gonzalo Endara Crow, conocida como Lloviendo Campanas.

La lista de pinturas es amplia. Algunos de las más conocidas son:
- Siguen llegando
- Por el tiempo
- Sea el comienzo
- Al Mediodía
- Pax Vobis
- El cerro de la iglesia
- Lloviendo campanas
- El tren volador (1989)

En la escultura destacan:
- El colibrí
- El choclo